# خاطره دو دوشنبه
خاطرهٔ دو دوشنبه (به انگلیسی: A Memory of Two Mondays) نمایشنامه‌ای است از آرتور میلر که میان سال‌های ۱۹۵۲ و ۱۹۵۵ میلادی نوشته شده‌است. نویسنده خود متن تله‌تئاتر سال ۱۹۷۱ از این نمایشنامه را نیز نوشت.